# Catalina Pulido
Pour les articles homonymes, voir Pulido et Anker.
Catalina Pulido Anker (née le 14 septembre 1974 à Santiago du Chili), est une mannequin, actrice et présentatrice de télévision chilienne.

## Filmographie

### Au cinéma
- 2008 : Santos : Médico Santos Mujer
- 2010 : Drama de Matias Lira : amie de Max
- 2015 : El club de Pablo Larraín : la surfeuse

### Télévision
| Téléséries              | Téléséries                                      | Téléséries                                       | Téléséries  |
| Année                   | Télésérie                                       | Rôle                                             | Chaîne      |
| ----------------------- | ----------------------------------------------- | ------------------------------------------------ | ----------- |
| 1997                    | Playa Salvaje                                   | Javiera Huidobro                                 | Canal 13    |
| 1998                    | Marparaíso                                      | Josefina Arrieta                                 | Canal 13    |
| 1999                    | Cerro Alegre                                    | Mariana Ferrer                                   | Canal 13    |
| 2000                    | Santo Ladrón                                    | Lucía Valdés                                     | TVN         |
| 2001                    | Amores de mercado                               | Chantal Müller                                   | TVN         |
| 2002                    | Purasangre                                      | Cecilia Vergara Kranken                          | TVN         |
| 2010                    | Manuel Rodríguez                                | Paula de Salas y Velasco                         | Chilevisión |
| 2011-2012               | La doña                                         | Perpetua Jiménez y Mendoza                       | Chilevisión |
| 2012-2013               | La Sexóloga                                     | Mónica Cooper "Monimoni"                         | Chilevisión |
| Séries et unitaires     |                                                 |                                                  |             |
| Année                   | Série                                           | Rôle                                             | Chaîne      |
| 2007                    | Héroes                                          | Emilia Toro                                      | Canal 13    |
| 2011                    | Karma                                           | Franca                                           | Chilevisión |
| 2013                    | Bim bam bum                                     |                                                  | TVN         |
| Émissions de télévision |                                                 |                                                  |             |
| Année                   | Émission                                        | Rôle                                             | Chaîne      |
| 2001                    | Oveja negra                                     | Présentatrice                                    | TVN         |
| 2004                    | El rival más débil                              | Présentatrice                                    | Canal 13    |
| 2005                    | Granjeras                                       | Présentatrice                                    | Canal 13    |
| 2007                    | Locos por el baile                              | Participante                                     | Canal 13    |
| 2010                    | La Movida del Festival                          | Commentatrice                                    | Canal 13    |
| 2010                    | ¿Quién quiere ser millonario?                   | Participante                                     | Canal 13    |
| 2011                    | Yo soy...                                       | Jury                                             | Mega        |
| 2011                    | ¿Quién quiere ser millonario?: Alta tensión VIP | Participante invitée                             | Canal 13    |
| 2012                    | 1er Festival Viva Dichato                       | Présentatrice                                    | Mega        |
| 2012                    | SCL Moda                                        | Présentatrice                                    | 13C         |
| 2012                    | Vértigo                                         | Invitée                                          | Canal 13    |
| 2016                    | Intrusos                                        | Panéliste                                        | La Red      |
| 2016                    | Mujeres primero                                 | Animatrice remplacement (novembre-décembre 2016) | La Red      |
| 2017                    | Mujeres primero                                 | Animatrice (avec Paulina Rojas)                  | La Red      |
| Depuis 2017             | Hola Chile                                      | Panéliste                                        | La Red      |

## Engagement politique
Elle soutient le candidat d’extrême droite José Antonio Kast lors de l'élection présidentielle chilienne de 2021.